# Serwis Pulsu
Serwis Pulsu - główny program informacyjny TV Puls, nadawany od 29 maja 2002 do 31 października 2002, po zawieszeniu (de facto po zakończeniu) emisji Wydarzeń. Prowadzony był na przemian przez Piotra Michalaka i Wojciecha Reszczyńskiego.
Zakończenie emisji Wydarzeń podyktowane było problemami finansowymi stacji. Serwis Pulsu był krótszy od poprzedniego programu informacyjnego; trwał on około 7-8 minut, a razem z serwisem sportowym i prognozą pogody - ok. 13 minut. Nadawany był codziennie o godzinie 20:00.
Ze względu na pogłębiające się kłopoty finansowe stacji, 31 października 2002 nadano ostatnie wydanie Serwisu Pulsu.